# Vadosfa
Vadosfa – wieś i gmina w północno-zachodniej części Węgier, w pobliżu miasta Kapuvár.
Miejscowość leży na obszarze Małej Niziny Węgierskiej, w pobliżu granicy austriackiej. administracyjnie należy do powiatu Kapuvár, wchodzącego w skład komitatu Győr-Moson-Sopron.
Gmina Vadosfa liczy 72 mieszkańców (2009) i zajmuje obszar 4,19 km².